# José Manuel de Elvas Cardeira
José Manuel de Elvas Cardeira (Santa Maria de Alcaçova, Elvas, 30 de março de 1847 — Lisboa, 12 de janeiro de 1914) foi um oficial general do Exército Português que exerceu diversas funções políticas de relevo, entre as quais as de Ministro e Secretário de Estado dos Negócios da Guerra do 59.º governo da Monarquia Constitucional, em funções de 14 de maio a 22 de dezembro de 1909. Foi general-de-brigada e director-geral do serviço do Estado Maior do Exército. É autor de vários estudos sobre percursos militares.

## Biografia
Nasceu em Elvas, filho de Francisco Rodrigues Cardeira e de Teresa de Jesus.
Foi Ministro e Secretário de Estado dos Negócios da Guerra do 59.º governo da Monarquia Constitucional, presidido por Venceslau de Lima, em funções de 14 de maio a 22 de dezembro de 1909.
Casou com Maria Isabel Seabra da Fonseca Silvano.